# Lanagan
Lanagan é uma cidade  localizada no estado americano de Missouri, no Condado de McDonald.

## Demografia
Segundo o censo americano de 2000, a sua população era de 411 habitantes.
Em 2006, foi estimada uma população de 436, um aumento de 25 (6.1%).

## Geografia
De acordo com o United States Census Bureau tem uma área de
2,5 km², dos quais 2,5 km² cobertos por terra e 0,0 km² cobertos por água.

## Localidades na vizinhança
O diagrama seguinte representa as localidades num raio de 16 km ao redor de Lanagan.